# Джонстонов орган
Джонстонов орган — орган чувств (рецептор вибраций, сотрясений и звуковых колебаний), имеющийся у большинства насекомых. Специализированная разновидность хордотональных органов. Назван в честь Кристофера Джонсона, открывшего данный орган в 1855 году.
Джонстонов орган обычно располагается во втором членике усиков. Образован большим числом плотно упакованных сколопидиев — радиально расположенных сенсилл. Основная функция Джонстонова органа — восприятие направлений движения воздуха (либо воды), а также контактов с твёрдыми субстратами (функция механорецепции). Наиболее сложно данный орган устроен у жуков-вертячек, а также комаров и их личинок, у которых он также служит «органом слуха».  У разных видов насекомых он выполняет различные функции, как то индикация скорости полета (пчелы), либо гравитации (жуки-плавунцы).
Благодаря ему, например, самцы комара вида Aedes aegypti  способны воспринимать частоту в области 150—550 Гц, что соответствует звуку, издаваемому самкой во время полёта. Стимуляция данного органа также происходит при активном ощупывании усиками различных предметов, а также во время движения насекомого.